# Simpson-Index
Der Simpson-Index ist ein Diversitätsindex in der Ökologie.
Er wurde 1949 von Edward H. Simpson zur Beschreibung der Diversität (vgl. Biodiversität) entwickelt und ist neben dem Shannon-Index und der daraus berechneten Evenness einer der am häufigsten benutzten Diversitätsindizes. 
Der Simpson-Index drückt die Wahrscheinlichkeit aus, dass zwei aus allen Individuen einer Aufnahme zufällig ausgewählte Individuen nicht der gleichen Art angehören. Dazu werden die Wahrscheinlichkeiten, eine bestimmte Art {\displaystyle i} auszuwählen und diese Art nochmals auszuwählen (dabei steht das erste Individuum nicht mehr zur Wahl) multipliziert und anschließend dieses Produkt für alle Arten summiert.
Der Simpson-Index {\displaystyle D} wird also wie folgt berechnet:
{\displaystyle D=1-\sum _{i=1}^{S}{\frac {n_{i}(n_{i}-1)}{n(n-1)}}}
wobei {\displaystyle n_{i}} die Zahl der Individuen einer Art {\displaystyle i} ist und {\displaystyle n} die Gesamtzahl der Individuen wiedergibt. Der Wert für den Simpson-Index bewegt sich zwischen 0 und 1. Je höher der berechnete Wert von D ist, desto höher ist die Diversität.
In Vegetationsaufnahmen werden in der Regel keine Individuen gezählt, sondern Flächenanteile („Deckung“) der einzelnen Arten geschätzt. Es geht nun also um die Wahrscheinlichkeit, an zwei zufällig gewählten Punkten innerhalb einer Aufnahmefläche nicht die gleiche Art anzutreffen. Mit Deckungswerten statt Individuen vereinfacht sich die Formel, weil die Wahrscheinlichkeiten für den ersten und zweiten Punkt die gleichen sind:
{\displaystyle D=1-\sum _{i=1}^{S}{p_{i}^{2}}}
wobei {\displaystyle p_{i}} den Anteil der Art {\displaystyle i} an der Summe aller Einzeldeckungen wiedergibt.